# パトス (アルバニア)
パトス（アルバニア語: Patos）はアルバニア南西部フィエル州の基礎自治体と街である。2015年の地方行政改革で旧自治体のパトス、ジャラズおよびルズディエが統合されて誕生した。2023年のアルバニアの国勢調査では、自治体の総人口が18,227人であり、中心街の人口は12,255人であった。パトス・マリンザ油田はアルバニアの一番有名な油田であり、ヨーロッパの一番大きい油田である。
サッカークラブはKFアルブペトロル・パトスである。